# Preston (Missouri)
Preston és una població dels Estats Units a l'estat de Missouri. Segons el cens del 2000 tenia 113 habitants.

## Demografia
Segons el cens del 2000, Preston tenia 113 habitants, 50 habitatges, i 31 famílies. La densitat de població era de 256,6 habitants per km².
Dels 50 habitatges en un 30% hi vivien nens de menys de 18 anys, en un 48% hi vivien parelles casades, en un 14% dones solteres, i en un 38% no eren unitats familiars. En el 36% dels habitatges hi vivien persones soles el 18% de les quals corresponia a persones de 65 anys o més que vivien soles. El nombre mitjà de persones vivint en cada habitatge era de 2,26 i el nombre mitjà de persones que vivien en cada família era de 3.
Per edats la població es repartia de la següent manera: un 26,5% tenia menys de 18 anys, un 8% entre 18 i 24, un 16,8% entre 25 i 44, un 28,3% de 45 a 60 i un 20,4% 65 anys o més.
L'edat mediana era de 43 anys. Per cada 100 dones de 18 o més anys hi havia 72,9 homes.
La renda mediana per habitatge era de 19.583 $ i la renda mediana per família de 19.583 $. Els homes tenien una renda mediana de 20.313 $ mentre que les dones 16.250 $. La renda per capita de la població era d'11.318 $. Entorn del 31% de les famílies i el 30,5% de la població estaven per davall del llindar de pobresa.

## Poblacions més properes
El següent diagrama mostra les poblacions més properes.